# The Broads
The Broads (także Norfolk Broads lub Norfolk and Suffolk Broads) – obszar ochrony przyrody w Anglii (Wielka Brytania), we wschodniej części hrabstw Norfolk i Suffolk. Jest to równinny, podmokły obszar z gęstą siecią rzek, kanałów i rowów wodnych, na którym znajdują się liczne, płytkie zbiorniki wodne pochodzenia antropogenicznego (torfianki), lokalnie zwane broads.
Obszar chroniony ustanowiony został w 1989 roku i posiada unikalny w skali kraju status prawny, zbliżony do parku narodowego. Od 2015 roku dla celów marketingowych organ zarządzający (Broads Authority) stosuje wobec niego nazwę Broads National Park („Park Narodowy Broads”).

## Charakterystyka
Obszar The Broads ma powierzchnię 303 km². Zamieszkany jest przez ok. 6300 osób. Większa jego część znajduje się w hrabstwie Norfolk (dystrykty North Norfolk, Broadland, South Norfolk, Norwich i Great Yarmouth), a fragment w hrabstwie Suffolk (dystrykt East Suffolk). Ma nieregularne granice, okalające dolne odcinki rzek Bure, Yare i Waveney, a także ich dopływów – Ant, Thurne i Chet. Na wschodzie sięga on po nadmorskie miasta Great Yarmouth i Lowestoft, obejmuje także krótki odcinek (2,7 km) linii brzegowej Morza Północnego. Na zachodzie rozciąga się do Norwich.
Znajduje się tu nieco ponad 60 różnej wielkości zbiorników wodnych, z których największym jest Hickling Broad o powierzchni 120 ha. Większość z nich to torfianki, powstałe w wyniku stopniowego zalania przez wodę wyrobisk torfu, eksploatowanych przez okoliczną ludność co najmniej od XII do XIV wieku. Teren jest równinny, najwyższy punkt (Strumpshaw Hill) wznosi się 38 m n.p.m.. Znaczną część zajmują mokradła, będące siedliskiem rzadkich gatunków ptaków, owadów i roślin. Rzeki, kanały i połączone z nimi zbiorniki wodne tworzą rozległą sieć dróg wodnych, o długości ponad 200 km, trzecią pod względem długości w Wielkiej Brytanii. Znajduje się tu także ponad 300 km publicznie dostępnych szlaków pieszych.
The Broads jest ośrodkiem rekreacji i turystyki, w szczególności w okresie letnim, w tym żeglarstwa, wędkarstwa i obserwacji ptaków. W 2013 roku obszar odwiedziło 7,5 mln turystów; a wartość turystyki dla lokalnej gospodarki szacowana była na 550 mln funtów.

## Status prawny
Status prawny obszaru The Broads uregulowany jest w ustawie parlamentu brytyjskiego Norfolk and Suffolk Broads Act 1988 i pod wieloma względami jest identyczny do statusu parków narodowych w Anglii i Walii, który reguluje ustawa National Parks and Access to the Countryside Act 1949. Główną różnicą są cele statutowe Broads Authority, organu zarządzającego obszarem The Broads. Podobnie jak w przypadku parków narodowych są nimi: (1.) ochrona i wzbogacanie piękna naturalnego, przyrody i dziedzictwa kulturalnego oraz (2.) promocja działań o charakterze edukacyjnym oraz rekreacyjnym. Trzecim celem, specyficznym dla The Broads, jest ochrona interesów żeglugi. Na terenie The Broads wszystkie cele statutowe są równoważne, natomiast w parkach narodowych ochrona przyrody jest celem nadrzędnym w sytuacji zaistnienia konfliktu przy ich wypełnianiu.

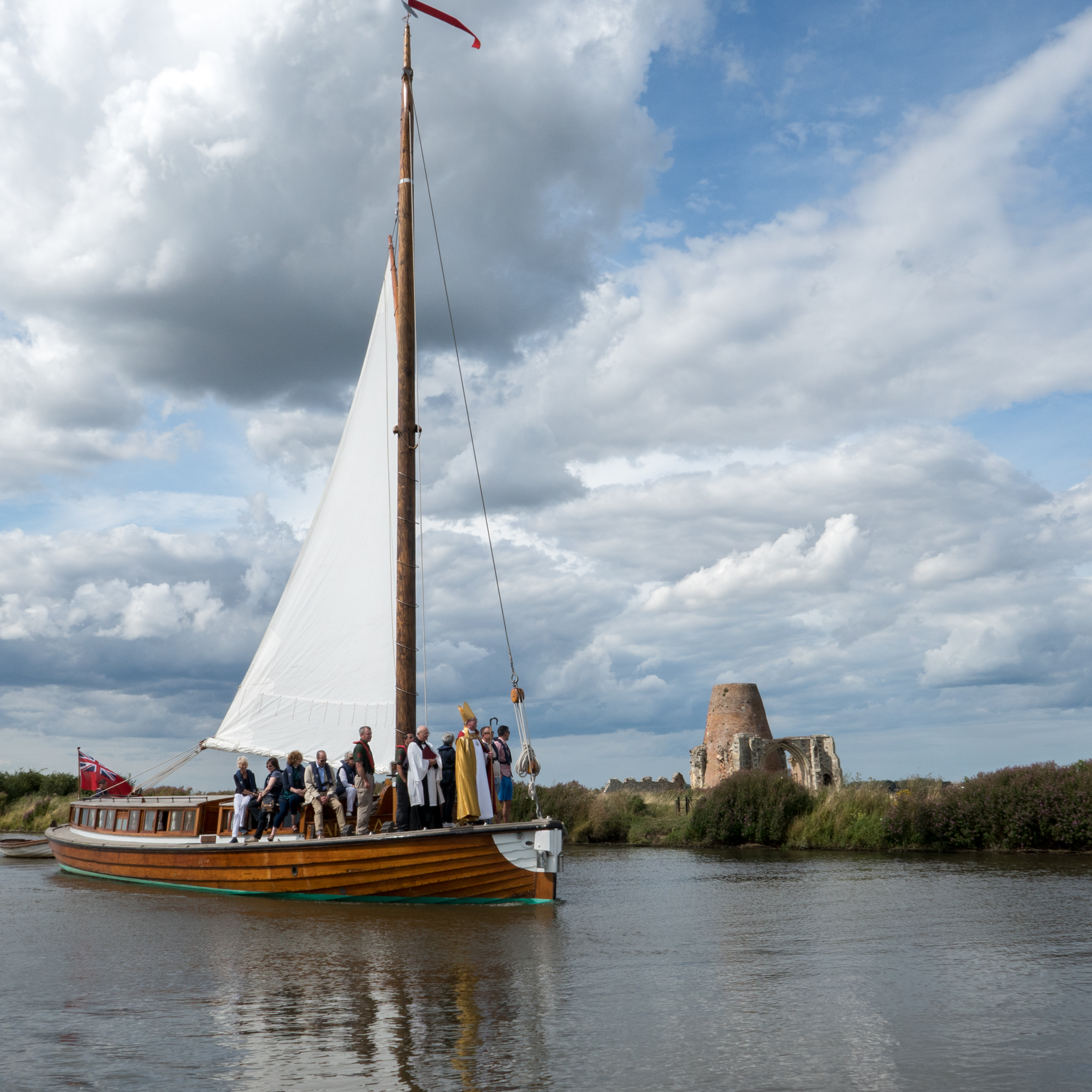
Wherry(inne języki) – tradycyjna łódź wykorzystywana do żeglugi po The Broads, w tle ruiny opactwa św. Beneta(inne języki)
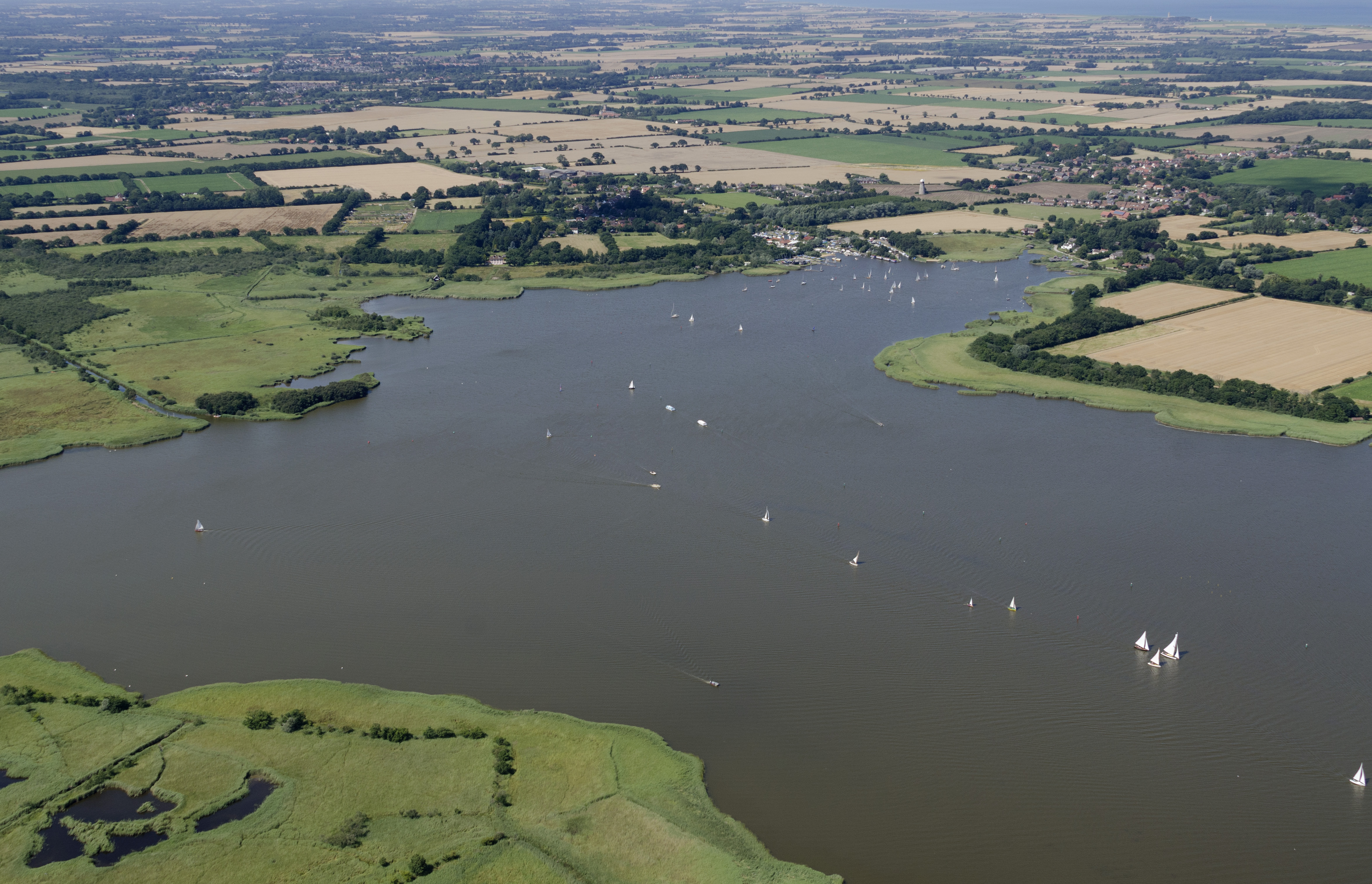
Widok na Hickling Broad, największą z torfianek w regionie
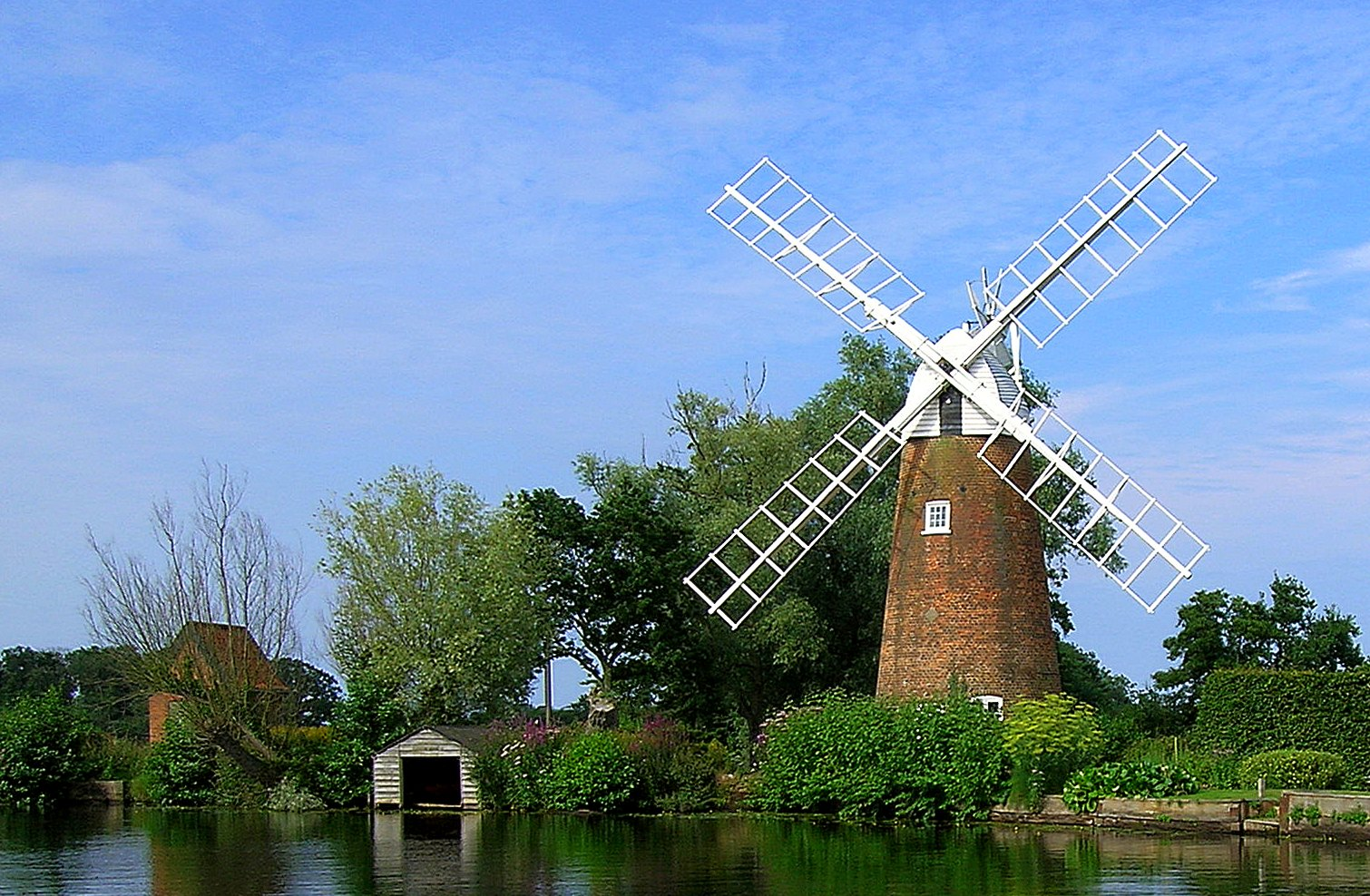
Wiatrak Hunsett Mill nad rzeką Ant
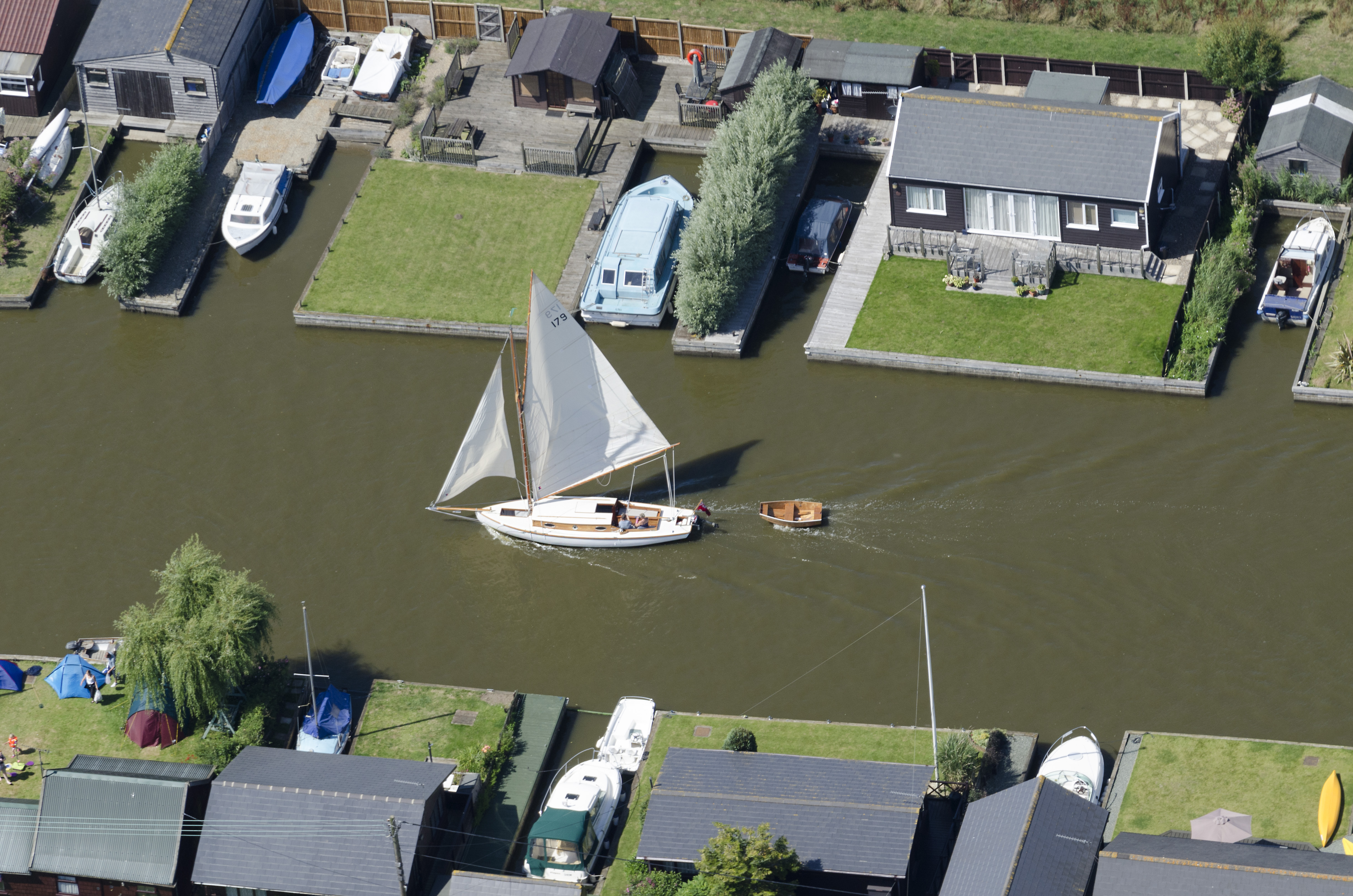
Jacht na rzece Thurne(inne języki) w Repps